# All In (2024)
All In 2024 года — третье крупное шоу рестлинга, проведённое под названием «All In». Во второй раз оно будет организовано промоушном рестлинга All Elite Wrestling. Шоу запланировано к проведению 25 августа 2024 года и будет показано по системе PPV и интернет-PPV.

## Организация шоу
Традиционно в конце лета / начале осени проводилось одно из четырёх PPV AEW под названием «All Out». В конце августа 2023 года впервые провели два PPV, одно из них организовали 27 августа под названием «All In». В концовке эфира того шоу были озвучены планы повторить лондонское шоу и годом позже.

### Предыстория All In
Первое шоу под названием «All In» было организовано группой рестлеров при поддержке промоушна Ring of Honor в сентябре 2018 года. То шоу стало первым с 1993 года шоу рестлинга, организованном не WWE или WCW, на которое смогли продать более 10 тысяч билетов. Успех шоу привел к созданию нового американского рестлинг-промоушна All Elite Wrestling. При этом все авторские права на шоу All In, включая видео-запись шоу, остались у ROH. В марте 2022 года совладелец и президент AEW Тони Хан купил ROH, получив таким образом права на запись исходного All In.
В 2023 году было проведено второе шоу с таким названием уже под брендом AEW. Это было первое шоу AEW за пределами Северной Америки, первое шоу AEW, которое прошло на футбольном стадионе, первое шоу рестлинга, которое было организовано на новом стадионе «Уэмбли», а также всё это вместе стало первым шоу AEW со стадиона для футбола за пределами Северной Америки, которое показали по системе PPV. То шоу установило рекорд AEW по посещаемости и продажам билетов. Также организаторы объявили, что на шоу был установлен рекорд для шоу рестлинга по количеству зрителей, пришедших на шоу по оплаченному билету: 81 035. Выручка от продаж билетов предположительно превысила 10 миллионов долларов. Позже власти лондонского боро Брент сообщили, что непосредственно через билетные турникеты прошли 72 265 человек, что и составляет реальную аудиторию, пришедшую на шоу по билетам.

### Подготовка All In в Англии в 2024 году

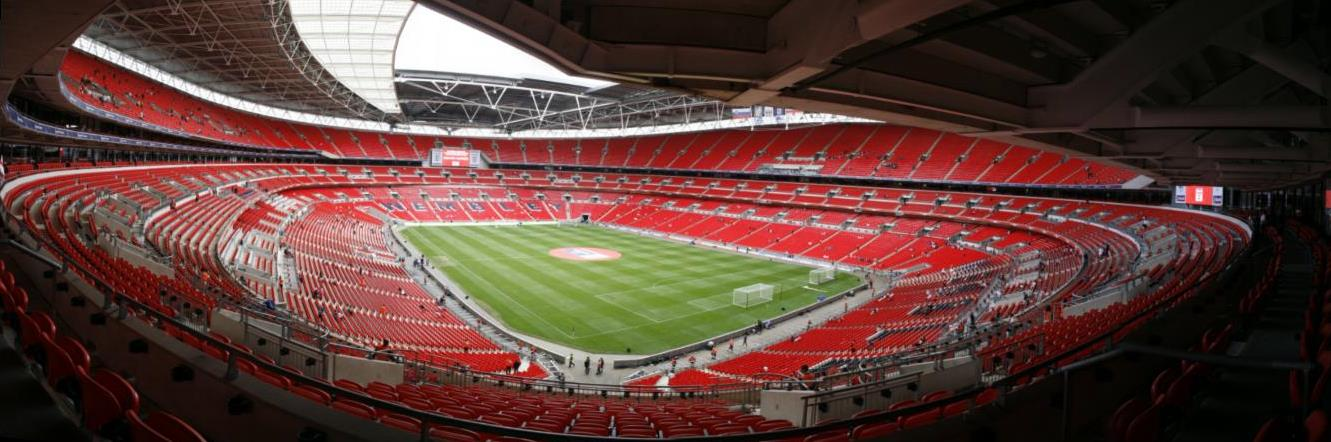
Шоу пройдет на арене Уэмбли в Лондоне, Англия.

Впервые шоу AEW в Англии планировали провести летом 2020 года, это должно было быть PPV Fyter Fest, однако ограничения, вызванные пандемией коронавируса, заставили бессрочно отложить идею английского шоу.
27 августа 2023 года в эфире «All In» было объявлено, что в 2024 году AEW вернется в Лондон с ещё одним шоу «All In» на стадионе «Уэмбли».
1 ноября Тони Хан в эфире шоу Dynamite объявил, что билеты на шоу поступят в продажу 1 декабря. Предпродажа была открыта в тот же день.
26 августа 2024 года на специальной пресс-конференции было объявлено, что следующее шоу All In будет проведено в американском городе Арлингтоне, штат Техас.

## Сюжеты и назначение матчей
Традиционно на шоу рестлинга участники проводят матчи, развивающие сюжеты и истории. Наиболее частый вид матча — противостояние положительного («фейс») и отрицательного («хил») персонажей. Подготовка матча и раскрытие сути конфликта происходит на телевизионных шоу — в случае AEW это Dynamite, Rampage и Collision.
Осенью 2023 года британская рестлерша Тони Шторм перешла на новый образ своеобразной голливудской старлетки Золотого века. 8 ноября на Dynamite к Шторм присоединилась Марайя Мэй — другая британская рестлерша, назвавшая себя супер-фанаткой Шторм. Тони взяла Мэй под свое крыло, а 18 ноября на Full Gear Шторм победила Шиду, выиграв женское чемпионство AEW в третий раз. Сюжеты и сегменты Шторм были малосодержательными, в них Тони говорила странные вещи, творила ещё более странные вещи. Во время её сегментов шоу включали черно-белый фильтр и снижали количество кадров в секунду, чтобы создать атмосферу старинного кино. 3 марта на Revolution Шторм защитила титул от Деонны Пурраззо. На том шоу Мэй вышла в зал в прежнем образе «Рок-звезды» Тони Шторм, даже задействовав её прежнюю музыку. 2 июня на шоу японского промоушна Stardom показали видео, в котором Шторм бросила вызов на матч Мине Сиракаве. Японка переехала в США и на протяжении трех недель Шторм, Сиракава и Мэй демонстрировали совместное увлечение друг другом. На Dynamite 26 июня они провели матч в составе одного трио. После матча Сиракава захотела ударить бутылкой шампанского Шторм, но попала по Мэй. На шоу Forbidden Door Шторм успешно защитила титул, а после матча все три рестлерши одновременно поцеловались. При этом Мэй демонстрировала сомнения, к кому её тянет больше. 10 июля на Dynamite в Калгари Марайя Мэй выиграла финальный матч турнира Фонда Оуэна Харта, после чего предала и жестко избила Тони Шторм, которая вышла её поздравить. В качестве орудия она использовала туфлю, которую затем стала носить с собой регулярно. Как победительница турнира Мэй заработала право на матч за Женское чемпионство, который назначили на 25 августа на шоу All In в Лондоне, на стадионе «Уэмбли».
Мужской турнир фонда Оуэна Харта прошел в те же сроки, что и женский. Турнир выиграл Брайан Дэниелсон, который дебютировал в AEW в 2021 м году, и с момента первого появления провел три безуспешных матча за главное чемпионство. 17 июля на Dynamite Брайан Дэниелсон рассказал, о том, что лишь выиграв, осознал, что ценит рестлинг выше, чем семью. Годом ранее, 9 сентября на Collision Дэниелсон объявлял, что 2024 будет его последним годом в рестлинге. После этого он проиграл ряд матчей, но затем он заявился и выиграл турнир памяти Оуэна Харта, поочередно победив Шинго Такаги на Forbidden Door, ПАКа 3 июля на Dynamite, а затем Эдама Пэйджа в финале на Dynamite 10 июля. 31 июля на Dynamite Дэниелсон объявил, что если не сможет победить Чемпиона Шейна Стрикленда, он больше никогда не вернется на ринг, что добавило на кон в матче его карьеру. Чемпионством AEW с 21 апреля владеет Шейн Стрикленд, выигравший титул у Самоа Джо на PPV Dynasty. За последующее время он удачно защитил титул четыре раза.
На юбилейном шоу AEW Dynamite #250 17 июля МЖФ победил Уилла Оспрея в матче, который продлился почти час времени, а на кону был титул Межнационального чемпиона. МЖФ воспользовался своим перстнем с бриллиантом, который он надел на палец перед тем, как ударить Оспрея и удержать его. В результате МЖФ стал новым обладателем титула, и на Dynamite 24 июля МЖФ провёл ребрендинг титула. Прежнюю версию чемпионского пояса он выбросил в мусорную корзину, заявив, что его чемпионство будет именоваться Американским. Сегмент копировал ходы, которые ранее использовались в рестлинге достаточно часто: новый обладатель титула выбрасывает старый пояс, делает новый пояс именным или добавляет некоторые аксессуары. То выступление МЖФа прервал Уилл Оспрей, потребовавший матч-реванш в его родной стране — на шоу All In . 31 июля на Dynamite Оспрей заявил, что вернет себе чемпионство, а затем вернет ему прежнее название.
Перед майским PPV «Double or Nothing» Дарби Аллин присоединился к сборной AEW для матча «Анархия на арене» против группировки «Элита». В этом матче Аллин поджёг Джека Перри из огнетушителя, но в итоге матч был выигран Элитой. Аллин перед финишем был подвешен на веревке, а Янг Бакс ударили его в лицо Суперкиками с кнопками. Аллин ненадолго ушел лечить травмы, а вернулся на Dynamite 10 июля, напав на члена «Элиты» Брэндона Катлера, предупредив, что намерен разобраться с Перри. 17 июля на Dynamite Аллин снова поддержал сборную AEW для матча «Кровь и кишки», вмешавшись в большую драку в конце шоу. Неделей позже, 24 июля, Аллин принес победу своей команде в матче по этим правилам, пригрозив поджечь Аллина, который был прикован к клетке наручниками, и облит бензином. Незадолго перед этим Аллин потребовал у «Элиты» матч против Перри за Чемпионство TNT на шоу All In. 24 июля на Rampage (эфир 26 июля) Аллин выиграл матч «Royal Rampage», получив право на матч за Чемпионство Мира AEW на сентябрьском «Dynamite — Grand Slam», и став таким образом претендентом на оба главных сольных чемпионства AEW. На Dynamite 14 августа в матч было добавлено условие: он пройдет с гробами.
На PPV Double or Nothing дебютировавшая в AEW двумя месяцами ранее Мерседес Моне выиграла Чемпионство BS. На Dynamite после этого она защитила чемпионство, после чего в зал вышла чемпиона NJPW STRONG Стефани Вакер. По итогам их противостояния на Dynamite 5 июня был назначен матч с обоими титулами на кону на PPV Forbidden Door. Там Моне одержала ещё одну победу, став обоюдной чемпионкой. После этого матча в зал вышла бывшая женская чемпионка AEW Бритт Бейкер, не выступавшая около года. На следующем Dynamite Бейкер предложила Моне матч на PPV All In, но та отказалась. 24 июля на Dynamite к Моне присоединилась бывшая женская чемпионка NWA Камилла, напавшая на Бейкер со спины. На следующий день обе рестлерши были участницами фестиваля Comic-Con в Сан-Диего, устроили там потасовку, и Тони Хан назначил им этот матч на шоу All In.
7 августа на Dynamite было объявлено, что на All In проведут традиционный для AEW матч по правилам Казино-гаунтлета, победитель которого получит право на матч за Чемпионство AEW. Участников не объявили, но 14 августа на Dynamite Орандж Кэссиди выиграл трехсторонний матч за право стать участником этого Гаунтлета и выйти в него под номером 1.
10 июля на записях Collision (эфир состоялся 13 июля) объявили, что группировка Бэнг Бэнг Гэнг лишена Чемпионства Трио из-за тавмы Джея Уайта. На том же шоу Бэнг Бэнг Гэнг представили Джуса Робинсона вместо замены, но титулы с них все равно сняли. 20 июля на Collision Патриархат в составе Кристиана Кейджа, Киллсвитча и Ника Уэйна победил Бэнг Бэнг Гэнг в составе Робинсона и Ганнов, выиграв Чемпионство Трио. Киллсвитч при этом предположительно получил травму, и после ушел на лечение, сохранив титул. 3 августа на Collision торжественную речь Патриархата перебила группировка Дом Тьмы в составе Малакая Блэка и Броди Кинга. Назрело противостояние, Дому Тьмы помог Кип Сабиан, пока Кинг с Блэком и вернувшимся позже Бадди Мёрфи разобрались на ринге с Уэйном. 10 августа на Collision провел матч претендентов на титулы трио, однако Бэнг Бэнг Гэнг и Дом Тьмы завершили матч без результата — Кристиан Кейдж, судивший матч, напал на участников матча и избил их. 17 августа на Collision Кристофер Дэниелс объявил, что матч за титулы трио состоится на All In, и это будет матч с лестницами. Более того, в нём примут участие обе команды претендентов. Также в матче будет четвёртая команда, которая определится позже. 24 августа на Collision последнюю путевку в матч заработали ПАК, Клаудио Кастаньоли и Уилер Юта.

## Результаты матчей
| №                                                                                       | Результаты | Условия                                                                   | Время |
| --------------------------------------------------------------------------------------- | --- | ------------------------------------------------------------------------- | ----- |
| 1P                                                                                      | Кип Сабиан, Рокки Ромеро, Том Биллингтон, Кайл Флетчер, Лио Раш, Экшен Андретти и Топ Флайт (Дариус и Данте Мартины) победили Джея Литала, Сатнама Сингха, Энтони Огого, Арию Дайвари, Частную Вечеринку (Зай и Куин) и Темный порядок (Алекс Рейнолдс и Джон Сильвер) | Командный матч 8х8                                                        | 11:35 |
| 2P                                                                                      | Уиллоу Найтингейл и Томохиро Исии победили Крис Статландер и Стокли Хатэвэй | Командный матч                                                            | 8:10  |
| 3P                                                                                      | Дастин Роудс, Сэмми Гевара, Кацуёри Шибата, Маршалл и Росс Фон Эрики победили Неоспоримое Королевство (Мэтт Тэйвен и Майк Беннетт) и Клеть Агонии (Брайан Кейдж, Бишоп Каун и Тоа Лиона)                                                                               | Командный матч 5х5                                                        | 11:10 |
| 4                                                                                       | ПАК и Бойцовский клуб Блэкпула (Клаудио Кастаньоли и Уилер Юта) победили Патриархат (Кристиан Кейдж, Киллсвитч и Ник Уэйн) (ч), Бэнг Бэнг Гэнг (Джус Робинсон, Остин Ганн и Кольтен Ганн) и Дом Тьмы (Малакай Блэк, Броди Кинг и Бадди Силва) vs                       | Четырёхсторонний матч трио за Чемпионство мира AEW среди трио             | 19:10 |
| 5                                                                                       | Марайя Мэй победила Тони Шторм (ч) (с Лютером) | Одиночный матч за Женское Чемпионство AEW                                 | 15:16 |
| 6                                                                                       | Хук победил Криса Джерико (ч) | Одиночный матч за Чемпионство FTW                                         | 10:15 |
| 7                                                                                       | Янг Бакс (Мэттью и Николас Джексоны) (ч) победили ФТР (Дакс Харвуд и Кэш Уилер) и Признанных (Энтони Боуэнс и Макс Кастер) | Командный матч за Командное чемпионство мира AEW                          | 13:32 |
| 8                                                                                       | Кристиан Кейдж победил Оранджа Кэссиди, Казучику Окаду, Найджела Макгиннесса, Кайла О'Райли, Зака Сэйбра младшего, Родерика Стронга, Марка Бриско, Эдма Пэйджа, Джеффа Джарретта, Рикошета, Киллсвитча                                                                 | Казино-гаунтлет-матч за право проведения матча за Чемпионство мира AEW    | 26:00 |
| 9                                                                                       | Уилл Оспрей победил МЖФа (ч) | Одиночный матч за Американское чемпионство AEW                            | 25:45 |
| 10                                                                                      | Мерседес Моне (ч) победила Бритт Бейкер | Одиночный матч за Чемпионство TBS AEW                                     | 17:25 |
| 11                                                                                      | Джек Перри (ч) победил Дарби Аллина | Одиночный матч с гробами за Чемпионство TNT AEW                           | 9:35  |
| 12                                                                                      | Брайан Дэниелсон победил Сверва Стрикленда (ч) | Одиночный матч по правилам "Титул против карьеры" за Чемпионство мира AEW | 25:58 |
| - (ч) – чемпион на начало матча - P – указывает, что матч прошёл на предварительном шоу | |                                                                           |       |

## Другие события шоу
По ходу пре-шоу было объявлено, что в следующем году в Лондоне состоится шоу Forbidden Door. Это будет первый случай, когда шоу с таким названием проведут не в Северной Америке, а в Англии. Вслед за этим объявили о планах провести ещё одно заокеанское PPV: в феврале 2025го года в Брисбене (Австралия) пройдет шоу под названием Grand Slam: Australia.
Позже на пре-шоу впервые показали бывшую рестлершу (и чемпионку) WWE Бри Беллу. Её представили под именем «Бри Дэниелсон», она дала небольшое интервью Рене Пакет. Она была в зале во время главного события шоу и праздновала победу Дэниела Брайана вместе с ним на ринге.
В матч МЖФа и Оспрея вмешался Даниэль Гарсия, который полтора месяца назад был травмирован МЖФом, после чего все это время не выступал. Он помешал МЖФу ударить Оспрея посторонним предметом, что привело к тому, что Оспрей победил и успешно вернул себе Чемпионство.